# Кочабамба
Кочабамба (шп. Cochabamba), је град и општина у централној Боливији у долини планинских венаца Анда. Кочабамба је главни град (политички) покрајине и четврти по величини град у Боливији. По подацима из 2012. године има 630.587 становника. Његово име потиче од сложенице кечуанске речи куча− 'језеро' и пампа−„отворено”). Становници града и околних подручја обично се називају кочанас или, формалније, кочабамбинос. 
Познат је као „Град вечног пролећа” или „Град врт” због својих температура налик пролећу током целе године. Такође је познат и као "Ла Лајта", што на кечуанском значи „град”. 

## Географија
Кочабамба се налази око 220км југоисточно од главног града Ла Паза у плодној долини Кочабамба. Надморска висина града је 2.548 метара, а клима му је умерена, са много сунчаних дана и просечним температурама које су око 18º С. 

## Клима
Кочабамба је позната по свом „Вечном пролећу“. Влажна и топла клима Санта Круза не стиже до овог града а такође ни хладни ветрови Ла Паза.  Карактеристика климе је продужена сушна сезона која траје од маја до октобра са влажном сезоном која обично почиње у новембру, а кишна сезона се завршава у марту. 
| Клима Кочабамбе                              | Клима Кочабамбе | Клима Кочабамбе | Клима Кочабамбе | Клима Кочабамбе | Клима Кочабамбе | Клима Кочабамбе | Клима Кочабамбе | Клима Кочабамбе | Клима Кочабамбе | Клима Кочабамбе | Клима Кочабамбе | Клима Кочабамбе | Клима Кочабамбе |
| Показатељ \ Месец                            | .Јан.           | .Феб.           | .Мар.           | .Апр.           | .Мај.           | .Јун.           | .Јул.           | .Авг.           | .Сеп.           | .Окт.           | .Нов.           | .Дец.           | .Год.           |
| -------------------------------------------- | --------------- | --------------- | --------------- | --------------- | --------------- | --------------- | --------------- | --------------- | --------------- | --------------- | --------------- | --------------- | --------------- |
| Апсолутни максимум, °C (°F)                  | 35,0 (95)       | 30,0 (86)       | 30,6 (87,1)     | 30,0 (86)       | 28,9 (84)       | 30,0 (86)       | 28,3 (82,9)     | 30,6 (87,1)     | 30,6 (87,1)     | 32,8 (91)       | 31,7 (89,1)     | 32,8 (91)       | 35 (95)         |
| Максимум, °C (°F)                            | 23,9 (75)       | 23,3 (73,9)     | 24,4 (75,9)     | 25,0 (77)       | 24,4 (75,9)     | 23,3 (73,9)     | 23,3 (73,9)     | 23,9 (75)       | 25,6 (78,1)     | 26,1 (79)       | 25,6 (78,1)     | 25,0 (77)       | 24,5 (76,1)     |
| Просек, °C (°F)                              | 18,1 (64,6)     | 17,5 (63,5)     | 17,5 (63,5)     | 16,4 (61,5)     | 14,2 (57,6)     | 12,2 (54)       | 12,5 (54,5)     | 13,9 (57)       | 16,7 (62,1)     | 18,1 (64,6)     | 18,3 (64,9)     | 18,3 (64,9)     | 16,1 (61)       |
| Минимум, °C (°F)                             | 12,2 (54)       | 11,7 (53,1)     | 10,6 (51,1)     | 7,8 (46)        | 3,9 (39)        | 1,1 (34)        | 1,7 (35,1)      | 3,9 (39)        | 7,8 (46)        | 10,0 (50)       | 11,1 (52)       | 11,7 (53,1)     | 7,8 (46)        |
| Апсолутни минимум, °C (°F)                   | 7,2 (45)        | 3,3 (37,9)      | 2,2 (36)        | −1,1 (30)       | −4,4 (24,1)     | −6,7 (19,9)     | −5,0 (23)       | −5,6 (21,9)     | −3,3 (26,1)     | 0,0 (32)        | 5,0 (41)        | 5,6 (42,1)      | −6,7 (19,9)     |
| Количина падавина, mm (in)                   | 94,0 (3,701)    | 68,8 (2,709)    | 38,4 (1,512)    | 12,7 (0,5)      | 2,3 (0,091)     | 1,3 (0,051)     | 2,5 (0,098)     | 7,6 (0,299)     | 6,1 (0,24)      | 20,8 (0,819)    | 38,1 (1,5)      | 70,1 (2,76)     | 362,7 (14,28)   |
| Извор: Светски систем класификације биоклиме |                 |                 |                 |                 |                 |                 |                 |                 |                 |                 |                 |                 |                 |